# Wardlow (luchador)
Michael Wardlow (19 de enero de 1988) es un luchador profesional estadounidense quien actualmente trabaja en All Elite Wrestling (AEW) bajo el nombre de Wardlow. Entre sus logros destacan haber logrado 3 veces el Campeonato TNT de AEW.

## Primeros años
Michael Wardlow nació en Cleveland, Ohio. Tiene experiencia en boxeo y jujutsu.

## Carrera en la lucha libre profesional

### Circuito independiente (2014-2019)
Wardlow hizo su debut el 15 de marzo de 2014 en American Revolution Wrestling, donde fue derrotado por Nickie Valentino. En los años siguientes, Wardlow también comenzó a luchar en otras promociones, incluido el International Wrestling Cartel (IWC). En diciembre de 2016, Wardlow ganó su primer campeonato en lucha libre profesional, al derrotar a RJ City para capturar el vacante Campeonato Peso Pesado de la IWC. Más tarde ganó ese título dos veces más. Más tarde ganó el IWC Super Indy Championship en marzo de 2019, pero luego lo perdió Josh Alexander en agosto de ese año. También en 2019, Wardlow ganó el título mundial de Revenge Pro Wrestling.

### All Elite Wrestling (2019-presente)
El 31 de agosto en el evento de All Out de All Elite Wrestling (AEW), se emitió un paquete de vídeo, promocionando el inminente debut de Wardlow. El 13 de noviembre, Wardlow debutó en el episodio de Dynamite atacando a Cody. Luego se aliaría con MJF y se convertiría en su guardaespaldas.
En Full Gear el 7 de noviembre de 2020, Wardlow y MJF se convirtieron en miembros del The Inner Circle de Chris Jericho después de que MJF derrotara a Chris Jericho. Wardlow luego derrotó a Jake Hager en la noche uno de New Year's Smash en el episodio que se emitió el 6 de enero de 2021. El 10 de marzo de 2021 en el episodio de Dynamite, Wardlow y MJF atacaron el Inner Circle y formaron una nueva facción formada por Shawn Spears, Tully Blanchard y FTR (más tarde conocido como The Pinnacle). La noche también vio a Wardlow hacer un powerbomb de Chris Jericho a través de una mesa después de que Jericho fuera atacado en la rampa.
El 26 de julio de 2021, Wardlow derrota a Bear Bronson en una lucha del programa Dark Elevation.
El 6 de marzo de 2022, Wardlow ganó el Face of Revolution Ladder Match en el evento Revolution para así obtener una oportunidad por el Campeonato de TNT de AEW.

## Campeonatos y logros
- All Elite Wrestling
  - AEW TNT Championship (3 veces)
  - Face of Revolution Ladder Match (2022)
- International Wrestling Cartel
  - IWC Super Indy Championship (1 vez)[11]
  - IWC World Heavyweight Championship (3 veces)[12]

- Revenge Pro Wrestling
  - Revenge Pro World Championship (1 vez)[13]

- Pro Wrestling Illustrated
  - Situado en el N°397 en los PWI 500 de 2020
  - Situado en el N°218 en los PWI 500 de 2021
  - Situado en el N°67 en los PWI 500 de 2022
  - Situado en el N°47 en los PWI 500 de 2023